# Camille Médy
André Camille Médy (ur. 24 grudnia 1902 w Gérardmer, zm. 28 maja 1989 tamże) – francuski biegacz narciarski, olimpijczyk.

## Występy na IO
| Rok  | Igrzyska Olimpijskie | Konkurencja   | Wyniki      |
| 1924 | Chamonix 1924        | bieg na 50 km | 18. miejsce |
| 1928 | Sankt Moritz 1928    | bieg na 50 km | DNF         |